# Толидо
Вижте пояснителната страница за други значения на Толидо.
Толидо (на английски: Toledo), срещано също като Толедо, е град в щата Охайо, Съединени американски щати, административен център на окръг Лукас.

## География
Разположен е при вливането на река Моми в езерото Ери. Населението му е 266 301 души според приблизителна оценка към 1 юли 2022 г.

## Личности
В град Толидо е родена (1978) актрисата Кейти Холмс.